# Charokópi
Charokópi (Charokopi) är en ort i Grekland.   Den ligger i prefekturen Nomós Ioannínon och regionen Epirus, i den centrala delen av landet, 300 km nordväst om huvudstaden Aten. Charokópi ligger 623 meter över havet och antalet invånare är 303.
Terrängen runt Charokópi är kuperad.Runt Charokópi är det glesbefolkat, med 8 invånare per kvadratkilometer. Närmaste större samhälle är Ioánnina, 12,3 km nordväst om Charokópi. I omgivningarna runt Charokópi växer i huvudsak blandskog.